# Nysius fullawayi
Nysius fullawayi är en insektsart som beskrevs av Robert L. Usinger 1942. Nysius fullawayi ingår i släktet Nysius och familjen fröskinnbaggar.

## Underarter
Arten delas in i följande underarter:
- N. f. flavus
- N. f. fullawayi
- N. f. infuscatus